# 文特沃思 (新罕布什爾州)
文特沃思（英語：Wentworth）是一個位於美國新罕布什爾州格拉夫頓縣的鎮。

## 人口
根據2020年美國人口普查的數據，文特沃思的面積為109.00平方千米，當中陸地面積為107.70平方千米，而水域面積為1.30平方千米。當地共有人口845人，而人口密度為每平方千米8人。